# Myron Mathisson
Myron Mathisson (* 15. Dezember 1897 in Warschau; † 13. September 1940 in Cambridge) war ein polnischer theoretischer Physiker und Mathematiker.

## Leben
Mathisson ging in Warschau aufs Gymnasium, wobei er bei seinem Abschluss 1915 eine Goldmedaille erhielt. Er studierte zunächst Bauingenieurwesen am Polytechnikum in Warschau (wobei er sich als technischer Zeichner finanzierte) und ab 1917 Physik an der Universität Warschau, unterbrochen vom Militärdienst 1918 bis 1920, als Polen mit Russland im Krieg war. Danach setzte er sein Studium in Krakau und Kasan fort, musste nach dem Tod seines Vaters erneut das Studium unterbrechen. 1925 wurde er bei Czesław Białobrzeski (1878–1953) promoviert (Sur le movement d'un corps tournant dans un champ de gravitation). Danach bestritt er seinen Unterhalt durch Berechnungen für Bauingenieure und Übersetzungen (er sprach neben Polnisch fließend Hebräisch, Russisch, Deutsch, Englisch, Französisch). 1932 habilitierte er sich und war Privatdozent an der Universität Warschau. 1936 war er ein Jahr lang Professor an der Universität Kasan. 1937 kehrte er zurück nach Warschau, war dort aber nur wenige Monate (er war auch nie fest an der Universität angestellt). Seine Arbeit Neue Mechanik materieller Systeme verschaffte ihm auch international Anerkennung (Niels Bohr lud ihn nach Kopenhagen ein), und er erhielt ein Stipendium um in Krakau zu forschen, wo Jan Weyssenhoff die theoretische Physik leitete. Er blieb dort zwei Jahre. 1939 unternahm er eine weitere Auslandsreise nach Paris und Cambridge, wo er unter anderem in Kontakt mit Paul Dirac kam. Mathisson starb 1940 an Tuberkulose in Cambridge. Dirac gab seine letzte Arbeit nach Mathissons Tod heraus und schrieb einen kurzen Nachruf in Nature.

## Werk
In seiner kurzen Karriere veröffentlichte er 10 wissenschaftliche Arbeiten. Seine ersten Arbeiten waren der Bewegung von Körpern (auch mit Spin) in der  Allgemeinen Relativitätstheorie gewidmet. Später befasste er sich mit Punkttheorien des klassischen Elektrons, wie damals auch Dirac. Das Thema war damals aktuell, als man erkannte, dass Divergenzen eines Punktteilchens in Wechselwirkung mit einem Feld auch in der Quantenfeldtheorie auftraten und viele Theoretiker die klassische Theorie analysierten, um Auswege zu finden.
In der Mathematik ist seine Arbeit zum Problem von Jacques Hadamard von Bedeutung. Hadamard vermutete, dass die einzige partielle Differentialgleichung, die das huygenssche Prinzip erfüllt die gewöhnliche Wellengleichung ist. Mathisson gelang der erste bedeutende Fortschritt im Hadamardproblem. Er gab einen Beweis für vier Raum-Zeit-Dimensionen unter der Voraussetzung einer flachen Lorentz-Metrik (und behauptete einen Beweis im allgemeinen Fall zu haben). In höheren Dimensionen ist die Vermutung falsch (Gegenbeispiele gab Karl-Ludwig Stellmacher in den 1950er Jahren und auch im Fall n=4 gab Paul Günther ein Gegenbeispiel).

## Schriften
- Die Beharrungsgesetze in der allgemeinen Relativitätstheorie. In: Z. Phys. Band 67, 1931, S. 270–277.
- Die Mechanik des Materieteilchens in der allgemeinen Relativitätstheorie. In: Z. Phys. Band 67, 1931, S. 826–844.
- Bewegungsproblem der Feldphysik und Elektronenkonstanten. In: Z. Phys. Band 69, 1931, S. 389–408.
- Neue Mechanik materieller Systeme. In: Acta Phys. Polonica. Band 6, 1937, S. 163–200.
  - Wieder abgedruckt in George F. R. Ellis, Malcolm A. H. MacCallum, Andrzej Krasinski (Hrsg.) Golden Oldies in General Relativity. Hidden Gems. Springer Verlag 2013, mit Biographie von Matthison von Andrzej Trautman (Reprint auch in General Relativity and Gravitation, Band 42, 2010, S. 2011–2048)
- Metoda paremetrysy w zastosowaniu do hiperbolicznych układów równań. In: Prace matematyczno-fizyczne. Band 41, 1934, S. 177–185.
- Le problème de M. Hadamard relatif à la diffusion des ondes. In: Acta Math. Band 71, 1939, S. 249–282 und Compte Rendu Acad. Sci. Band 208, 1939, S. 1776.
- Eine neue Lösungsmethode für Differentialgleichungen vom normalen hyperbolischen Typ. In: Mathematische Annalen. Band 107, 1932, S. 400–419.
- Das zitternde Elektron und seine Dynamik. In: Acta Physica Polonica. Band 6, 1937, S. 218–227.
- The variational equation of relativistic dynamics. In: Proc. Cambridge Philosophical Society. Band 36, 1940, S. 331–350.
- Relativistic dynamics of a spinning magnetic particle. In: Proc. Cambridge Philosophical Society. Band 38, 1940, S. 40–60.